# Pfarrkirche Virgen

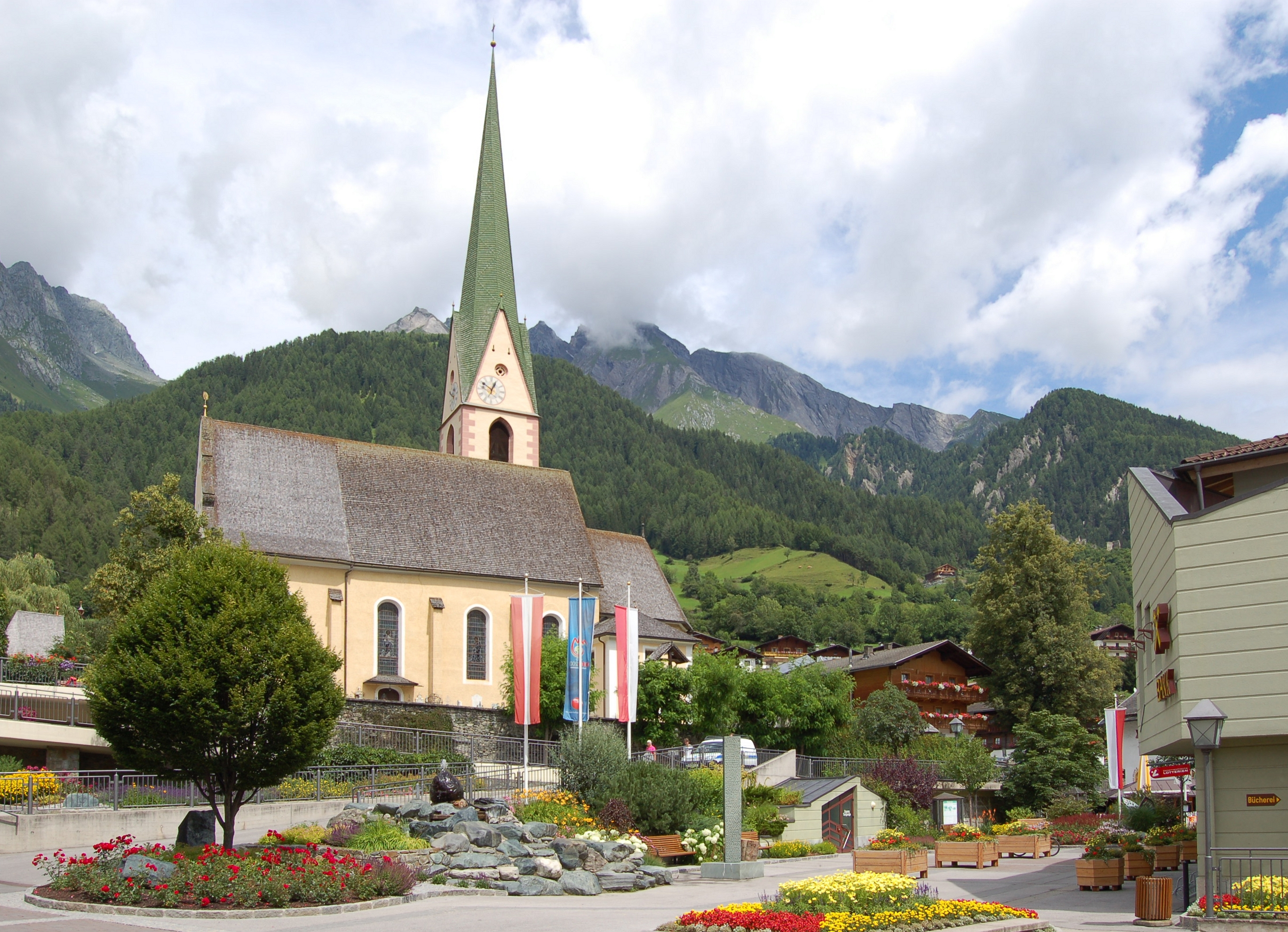
Katholische Pfarrkirche hl. Virgilius in Virgen

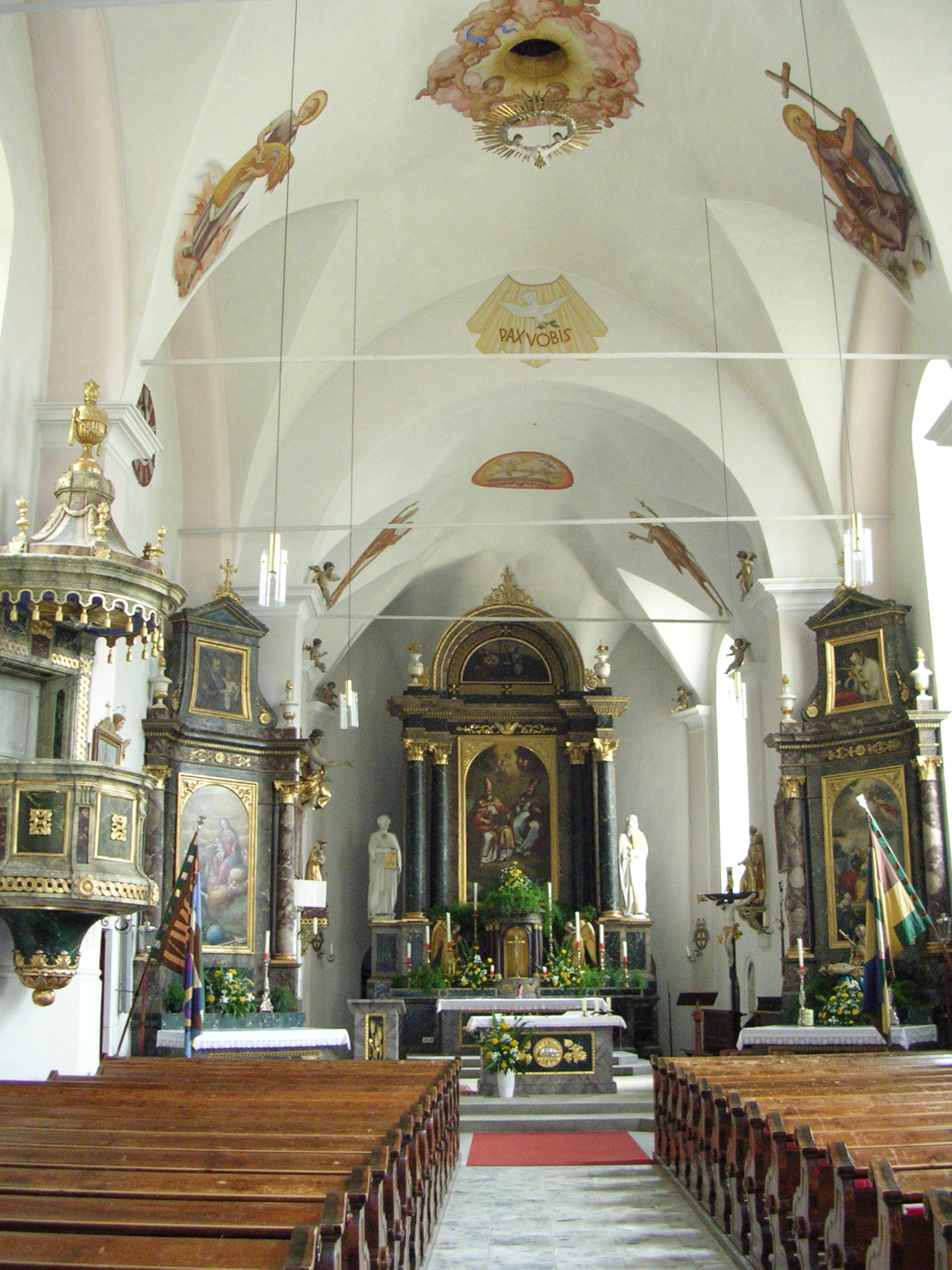
Langhaus, Blick zum Chor

Die römisch-katholische Pfarrkirche Virgen steht im Zentrum von Virgen-Ort in der Gemeinde Virgen im Bezirk Lienz im Bundesland Tirol. Die Pfarrkirche gehört zum Dekanat Matrei in Osttirol in der Diözese Innsbruck und ist den Patrozinien des hl. Virgil von Salzburg und des hl. Vigilius von Trient unterstellt. Die Kirche steht unter Denkmalschutz (Listeneintrag).

## Geschichte
Die Gründung der Pfarre wurde in karolingischer Zeit angenommen.
Die Ersterwähnung der Pfarrkirche datiert aufs Jahr 1160. Als Patrozinium erschien zunächst jenes des Hl. Vigilius von Trient. 
Über einem älteren Bauteil im Südosten wurde ein spätgotischer Kirchenbau erbaut und 1516 geweiht. 
Im 17. Jahrhundert wurde erstmals der Hl. Virgil von Salzburg als Kirchenpatron genannt; zu den Gründen des Patroziniumswechsels liegen keine Quellen vor.
1784/1785 wurde die Kirche durch Architekt Jakob Hatzer erweitert.
Seit 2025 ist die Kirche sowohl dem Hl. Virgil als auch dem Hl. Vigil geweiht.

## Architektur
Der gotische und barockisierte Kirchenbau, von einem ummauerten Friedhof umgeben, steht in einem reizvollen Bauensemble.
Das Kirchenäußere zeigt ein Langhaus mit Strebepfeilern und einen eingezogenen Polygonalchor mit abgetreppten und gleichzeitig gebrochenen Strebepfeilern, Chor und Sakristei haben einen profilierten Sockel, das steile Satteldach ist über dem Chor abgewalmt.
Die Gewölbemalereien entstanden 1936 durch Karl Rieder und Hans Gasser, sie zeigen im Chor Lamm Gottes und das Buch mit den sieben Siegeln, Johannes der Täufer und König David und im Langhaus Christus mit den Heiligen Rupert und Virgil, Engel, sowie seitlich mehrere Heilige mit den ihnen im Bereich der Pfarre Virgen geweihten Kapellen, sowie die Heiligen Notburga, Antonius von Padua und Isidor.

## Einrichtung
Den Hochaltar schuf Josef Stauder 1844 in spätklassizistischen Formen, er zeigt im Rundgiebel die göttlichen Tugenden Glaube, Hoffnung, Liebe und trägt seitlich die Figuren der Heiligen Peter und Paul und zeigt das Altarbild Hll. Rupert und Virgil aus 1744.
Zahlreiche Barockfiguren entstanden in der Werkstatt Johann Paterer in der Mitte des 18. Jahrhunderts und wurden aus der Karmeliten-Franziskaner-Kirche in Lienz hierher übertragen, sie zeigen die Heiligen Katharina, Barbara, Sebastian, einen Mönch mit Pallium, Antonius von Padua, Engel mit Leidenswerkzeugen, Putti.
Die Orgel um 1840 hat ein Gehäuse im Neorenaissancestil.

## Grabdenkmäler
- Im Chor befinden sich barocke Grabsteine, zu Christoph Troyer von Ansheim gestorben 1668 und zu Josef Lutz von Glätsch gestorben 1716.